# اورشنیتسا
اورشنیتسا (به بلغاری: Oreshnitsa) یک منطقهٔ مسکونی در بلغارستان است که در شهرستان کاردژالی واقع شده‌است.